# 그린즈버러 대학
그린즈버러 대학(Greensboro College)은 그린즈버러에 있는 사립 대학이다. 연합 감리 교회에 소속되어 있으며 1838년에 목사에 의해 설립되었다. 대학에는 32개 주, 컬럼비아 특별구 및 29개국에서 온 약 1,000명의 학생들이 현재 재학 중이다.

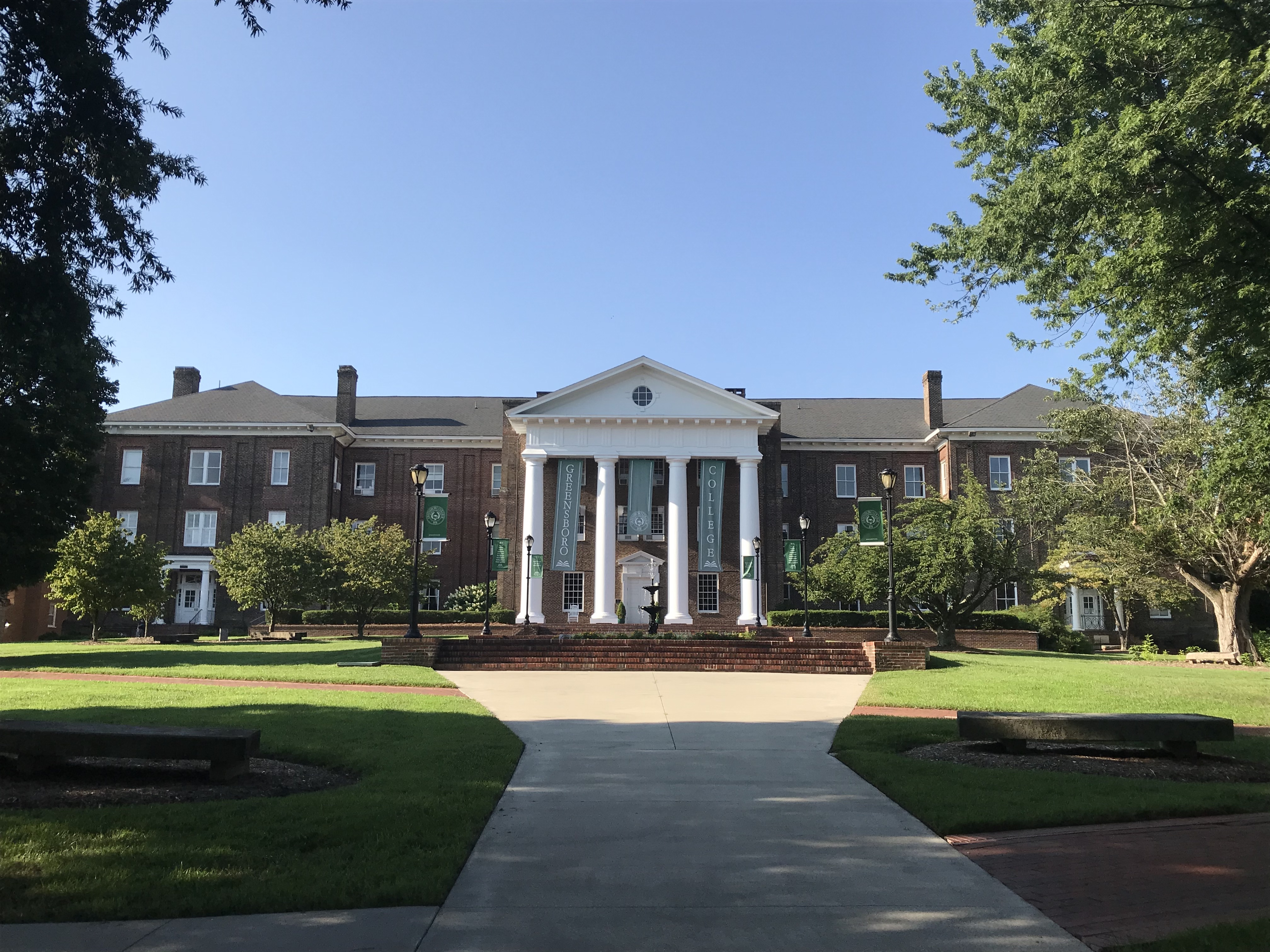
대학 본관